# Chetco Indijanci
Chetco.- /vastito ime u značenju close to the mouth of the stream/ Pleme Athapaskan Indijanaca s obje strane ušća rijeke Chetco i oko 14 milja uzvodno do Winchuck Rivera, Oregon. Chetco su prema Dorseyu (u Hodge, 1907) imali sljedeća sela: Chettanne, Khuniliikhwut, Nukhsuchutun, Setthatun, Siskhaslitun, i Tachukhaslitun, na južnoj obali Chetca; Chettannene, na sjevernoj obali; Nakwutthume; i Thlcharghiliitun, na gornjem toku južne pritoke Chetca. Drucker (1937)  navodi sela Hosa'tun, na ušću Winchuck Rivera; Natltene'tun, na mjestu suvremenog Brookingsa; Shri'choslintun, na rijeci Chetco; Tcagitli'tun, na Chetcu, kod North Forka; Tcet ili Tcetko, ušće Chetca; Tume'stun, blizu navedenog sela Shri'choslintun.
Godine 1854. Chetco su prebačeni na rezervat Siletz, a brojno stanje im je bilo 241. Godine 1861. ima ih 262. Broj im kasnije pada, da bi ih 1910. preostalo tek 9. Ipak izumrli nisu, SIL 1977. bilježi podatak o 100 Chetco Indijanaca; 200 (2000.). Članovi plemena danas žive u konfederaciji Confederated Tribes of Siletz, i Confederated Tribes of the Lower Rogue, koja se bori za federalno priznanje. 

## Vanjske poveznice
- Chetco  Arhivirana inačica izvorne stranice od 26. rujna 2007. (Wayback Machine)